# Sukamaju Baru
Sukamaju Baru is een bestuurslaag in het regentschap Depok van de provincie West-Java, Indonesië. Sukamaju Baru telt 37.603 inwoners (volkstelling 2010).